# Aalders Lang Brook
Aalders Lang Brook är ett vattendrag i Kanada.   Det ligger i provinsen Nova Scotia, i den sydöstra delen av landet, 900 km öster om huvudstaden Ottawa.
I omgivningarna runt Aalders Lang Brook växer i huvudsak blandskog. Runt Aalders Lang Brook är det glesbefolkat, med 11 invånare per kvadratkilometer.